# Graphea pseudomarmorea
Graphea pseudomarmorea är en fjärilsart som beskrevs av Lauro Travassos 1956. Graphea pseudomarmorea ingår i släktet Graphea och familjen björnspinnare. Inga underarter finns listade i Catalogue of Life.